# Rehm (Naturschutzgebiet)
Der Rehm ist ein Naturschutzgebiet im Flecken Weferlingen, einem Ortsteil der Stadt Oebisfelde-Weferlingen im Landkreis Börde in Sachsen-Anhalt.
Das Naturschutzgebiet mit dem Kennzeichen NSG 0011 ist 67,69 Hektar groß. Es ist zum größten Teil Bestandteil des FFH-Gebietes „Wälder am Flechtinger Höhenzug“ und vollständig vom Landschaftsschutzgebiet „Harbke-Allertal“ umgeben. Das Gebiet steht seit dem 1. Mai 1961 unter Schutz. Zuständige untere Naturschutzbehörde ist der Landkreis Börde.
Das Naturschutzgebiet liegt südöstlich von Weferlingen und stellt den für Ostdeutschland nördlichsten Buchenwaldkomplex auf Muschelkalk unter Schutz. Es grenzt im Nordwesten an die Kreisstraße zwischen Walbeck und Hödingen. Die Landesstraße 42 durchquert das Waldgebiet von Nordwesten nach Südosten. Nordwestlich der Kreisstraße schließen sich weitere Waldflächen an, ansonsten ist das Naturschutzgebiet vollständig von landwirtschaftlichen Nutzflächen umgeben.
Das Waldgebiet zeichnet sich durch reiche Waldvegetation aus. Der Buchenwald auf Muschelkalk wird von Rotbuche und Hainbuche geprägt, die von Trauben- und Stieleiche, Feldahorn und Elsbeere begleitet werden. Feuchte Standorte auf tonigen, wasserstauenden Schieferletten werden von Stieleichen-Hainbuchenwald eingenommen.
Das Waldgebiet zeichnet sich durch eine reiche Strauch- und Krautschicht aus. So kommen u. a. Europäisches Pfaffenhütchen, Gewöhnlicher Seidelbast, Einblütiges Perlgras, Waldgerste, Waldzwenke sowie Rote Heckenkirsche, Violette Stendelwurz, Leberblümchen und Erdbeer-Fingerkraut vor. Weiterhin sind u. a. Zweiblättrige Schattenblume, Waldgeißblatt, Waldmeister, Heidelbeere und Drahtschmiele zu finden.
Im Naturschutzgebiet sind Bereiche mit Nadelwald zu finden. Diese sollen in standortgerechten Laubwald umgewandelt werden.